# Torben Krogh (teaterhistoriker)
Torben Thorberg Krogh, född den 21 april 1895 i Köpenhamn, död där den 10 februari 1970, var en dansk musik- och teaterhistoriker.
Efter sin studentexamen 1913 studerade Krogh vid Musikkonservatoriet i Köpenhamn 1914–17, varefter han tog en magisterexamen i musikhistoria 1919. Han blev sedan filosofie doktor efter en disputation i Berlin 1922 på en avhandling med titeln Zur Geschichte des dänischen Singspiels im 18. Jahrhundert.
Åren 1923–24 arbetade Krogh som lektor vid Köpenhamns universitet och var därefter operainstruktör vid det Kongelige Teater 1924–29 och samtidigt lärare på teaterns elevskola 1929. År 1941 blev han bibliotekarie vid teaterns bibliotek och var professor i teaterns estetik och historia vid Köpenhamns universitet 1953–66.
Krogh var författare till ett flertal musikaliska och sceniska historiska arbeten, bland annat Old Danish Theatre Music (1931), Gamla danska teatern (1940) och Heiberg vaudevilles (1942). Därtill var han medförfattare i Dansk Biografisk leksikon (2:a upplagan) och Weilbachs Kunstnerleksikon. Han gav också ut en betydelsefull bok om Bellmans musik.

## Hedersbetygelser
Krogh hedrades för sina insatser 
- som Riddare av Dannebrog 1941, och riddare av 1:a graden 1953,
- med medlemskap av Det kongelige danske Selskab for Faederneslandets Historie 1951,
- med Holbergmedaljen 1951.